# Adolf Böttger
Adolf Böttger, född den 21 maj 1815 i Leipzig, död där den 16 november 1870, var en tysk skald och översättare.
Böttger lämnade 1840 en utmärkt översättning av Byrons samlade arbeten (7:e upplagan 1891) och sedermera översättningar av Pope, Goldsmith, Milton, Ossians sånger och några av Shakespeares dramer. Som självständig skald uppträdde han 1846 med Gedichte (7:e upplagan 1851). Hans diktning är rytmiskt välklingande, men har ansetts sakna känslodjup. Nämnas kan hans naturskildrande sagodikt Die Pilgerfahrt der Blumengeister (1851), de poetiska berättelserna Habana (1853), Der Fall von Babylon (1855) och Die Tochter des Kain (1865) samt dramat Agnes Bernauer (1845; 3:e upplagan 1850). Gesammelte Werke utkom 1864–66 (2:a upplagan 1889).